# Galopeira
"Galopeira" (ou "Galopera" em espanhol) é uma música do compositor paraguaio Mauricio Cardoso Ocampo, com versão de Pedro Bento, da dupla Pedro Bento & Zé da Estrada. Foi um dos primeiros sucessos da dupla Chitãozinho & Xororó e é até hoje o maior sucesso da carreira do cantor Donizeti (sendo o primeiro a segurar por 16 compassos o "Galopeira"), e da cantora paraguaia que há décadas mora no Brasil, Perla. Só depois de Donizeti e Perla é que a dupla Chitãozinho & Xororó fez sucesso com "Galopeira". Em 2015, o cantor Bruno Sutter lançou uma versão heavy metal da música em seu disco solo Bruno Sutter.
Pedro Bento, um dos compositores de "Galopeira", morreu no dia 3 de janeiro de 2019, aos 84 anos, por complicações de uma pneumonia em São Caetano do Sul, no estado de São Paulo.